# Paolo Ferrara (pugile)
Paolo Ferrara (Palermo, 26 giugno 1970) è un ex pugile italiano.

## Biografia
Paolo Ferrara nasce come pugile dalle mani del maestro Franco Tomaselli, che lo ha guidato sino alla vittoria del titolo italiano nella categoria dei pesi massimi leggeri (cruiser) nel 2005.
Paolo Ferrara si aggiudica il primo titolo italiano nella categoria dei pesi massimi leggeri il 17 maggio 2002, battendo il pugile Emiliano Verna a Frosinone.
L'11 novembre 2005 conquista il secondo titolo italiano vacante dei pesi massimi leggeri, con una vittoria ai punti su Alessandro Guni. Conserva il titolo fino al 10 febbraio 2006, quando viene battuto al Palazzetto dello Sport di Chiarbola (Trieste) da Fabio Tuiach per ko tecnico alla settima ripresa.
Ha gareggiato anche tra i pesi massimi.
Il 6 aprile 2008, riesce a conquistare il Titolo Mediterraneo (vacante) nella categoria dei pesi massimi, battendo Simone Loschi.
In seguito è diventato maestro di pugilato e si allena assieme ai propri allievi.